# ビンクリスチン
ビンクリスチン（Vincristine、VCR）は、抗がん剤として用いられるビンカアルカロイドの一つ。商品名オンコビン。微小管の重合反応を阻害する事により、細胞の有糸分裂を阻害する。軟部腫瘍、血液腫瘍等に対してよく使われる。静脈注射で用いられる。

## 承認
米国では1963年に発売された。日本では1968年に承認された後、2005年2月に他の抗悪性腫瘍剤との併用療法として、多発性骨髄腫、悪性星細胞腫、乏突起膠腫成分を有する神経膠腫の追加承認がされ、2013年3月には褐色細胞腫の効能・効果ならびに用法・用量が追加承認された:1。WHO必須医薬品モデル・リストに収載されている。

## 効能・効果
日本で認められている効能・効果は、白血病（急性白血病、慢性白血病の急性転化時を含む）、悪性リンパ腫（細網肉腫、リンパ肉腫、ホジキン病）、小児腫瘍（神経芽腫、ウィルムス腫瘍、横紋筋肉腫、睾丸胎児性癌、血管肉腫等）、褐色細胞腫のほか、多発性骨髄腫、悪性星細胞腫、乏突起膠腫成分を有する神経膠腫に対する他剤との併用である。
ビンクリスチンは様々な化学療法レジメンに組み込まれている。非ホジキンリンパ腫に用いられる場合はCHOP療法、ホジキンリンパ腫にはMOPP療法、COPP療法、BEACOPP療法、急性リンパ性白血病（ALL）や腎芽腫にはスタンフォードVの組み合わせとする。デキサメタゾンおよびL-アスパラギナーゼと組み合わせてALLの寛解を目指したり、プレドニゾンとの併用で小児白血病の治療をしたりもする。
ビンクリスチンは、免疫抑制剤として、血栓性血小板減少性紫斑病（TTP）や特発性血小板減少性紫斑病（ITP）の治療に用いられる事もある。

## 副作用
主な副作用として、すべての抗がん剤に共通する骨髄抑制（汎血球減少（0.7%）、白血球減少（29.8%）、血小板減少（19.8%）、貧血（5.7%））、粘膜障害、脱毛のほか、末梢神経障害（神経麻痺、筋麻痺、痙攣等）（25.5%）がある。これは神経細胞において微小管輸送が重要だからだと考えられる。他に重大な副作用とされているものに、錯乱、昏睡、イレウス、消化管出血、消化管穿孔、抗利尿ホルモン不適合分泌症候群（SIADH）、アナフィラキシー、心筋虚血、脳梗塞、難聴、呼吸困難・気管支痙攣、間質性肺炎（0.5%）、肝機能障害・黄疸（0.5%）がある。（頻度未記載は頻度不明）
末梢神経障害は四肢末端、時に四肢全体に起こる進行性・長期性・しばしば非可逆性の、疼き、痺れ、激しい痛み、寒さに対する過敏症を呈する。重症化することがあり、化学療法の中止・減量の原因となる。初期症状は下垂足である。血縁者に下垂足の既往のある者またはシャルコー・マリー・トゥース病（CMT）患者が居る場合はビンクリスチンを投与すべきでない。
脊柱管に誤投与（蜘蛛膜下投与）した場合には、ほぼ100%死亡に至る。上行性麻痺、広範囲の脳障害、脊髄神経の脱髄、難治性疼痛を呈した症例の転帰はほとんどが死亡であるが、発現直後から積極的に治療（脳脊髄液の排出ならびに脳保護剤の投与）した症例では生存例もある。小児では生存確率が高い。注射後直ちに積極的治療を受けた患児で、軽度の神経障害を残したのみでほぼ完全に回復した例がある。中華人民共和国では2007年に上海Hualian（华联）で製造されたシタラビンやメトトレキサート（蜘蛛膜下投与されることが多い）に混入したビンクリスチンを蜘蛛膜下投与する事例が連続して発生した。

## 作用機序
ビンクリスチンはチューブリン二量体に結合し、微小管構造形成を阻害して有糸分裂を中期で停止させる:12。細胞分裂が活発な細胞全てに作用するため、腫瘍細胞のみならず消化管上皮細胞や骨髄細胞も傷害する。

## 生合成
ビンクリスチンはビンカ属の植物中でビンドリンとカタランチンの結合により生成される。

## 歴史
古くはロイコクリスチン（leurocristine）と呼ばれ、ニチニチソウ（学名：Catharanthus roseus、旧学名：Vinca rosea）から発見された。ニチニチソウは何世紀にもわたって民間療法として使用されてきたが、1950年代の研究で70種のアルカロイドを含み、その大半が生物活性を有することが明らかとなった。当初は糖尿病治療への使用が試みられたが失敗に終わり、白血病マウスを用いた研究で骨髄抑制作用があることが判明し、ビンカ属植物の投与で生存期間が延長することが示された。
ビンカ属の植物をSkelly-B脱脂剤で処理して酸性ベンゼンで抽出して“分画A”を得、酸化アルミニウム処理、クロマトグラフィー分画、クロロホルム処理、ベンズジクロロメタン処理、pH別分離によってビンクリスチンが得られた。

## その他
2012年FDAはビンクリスチンのリポソーム製剤を承認した。
ビンクリスチンを微小粒子に結合させた製剤が開発中である。